# HD 10647
HD 10647 är en ensam stjärna i den södra delen av stjärnbilden Eridanus. Den har en skenbar magnitud av ca 5,52 och är svagt synlig för blotta ögat där ljusföroreningar ej förekommer. Baserat på parallax enligt Gaia Data Release 2 på ca 57,7 mas, beräknas den befinna sig på ett avstånd på ca 58 ljusår (ca 17 parsek) från solen. Den rör sig bort från solen med en heliocentrisk radialhastighet på ca 28 km/s.

## Egenskaper
HD 10647 är en gul till vit stjärna i huvudserien av spektralklass F9 V. Den har en massa som är ca 1,1 solmassor, en radie som är ca 1,1 solradier och har ca 1,4 gånger solens utstrålning av energi från dess fotosfär vid en effektiv temperatur av ca 6 200 K.

## Planetsystem
År 2003 tillkännagav Michel Mayors team upptäckten av en ny exoplanet, HD 10647 b, i Paris vid XIX IAP Colloquium Extrasolar Planets: Today & Tomorrow. Anglo-Australian Planet Search-teamet upptäckte först inte planeten 2004, även om en upplösning kunde göras 2006. CORALIE-uppgifterna publicerades slutligen 2013.
IRAS rymdteleskop upptäckte ett överskott av infraröd strålning från stjärnan, vilket anger en möjlig omgivande stoftskiva. Av de 300 närmaste solliknande stjärnorna har skivan den högsta fraktionerade luminositeten av dem alla. Den är ovanligt ljusstark, men inte ovanligt massiv då den nedre gränsen för massan är 8 gånger jordens massa. Skivan har en utsträckning från 34 AE till 134 AE.
Det finns vissa bevis för en extra, varm asteroidbälteliknande komponent längre in på ett avstånd av 3 till 10 AE från stjärnan.
| Planet | Massa            | Halv storaxel (AE) | Siderisk omloppstid (d) | Excentricitet | Inklination | Radie |
| ------ | ---------------- | ------------------ | ----------------------- | ------------- | ----------- | ----- |
| b      | ≥ 0,94 ± 0,08 MJ | 2,015 ± 0,011      | 989,2 ± 8,1             | 0,15 ± 0,08   | -           | -     |